# Giuseppe Perego (alpino)
Giuseppe Perego (Sondrio, 27 settembre 1920 – Arnautowo, 26 gennaio 1943) è stato un militare italiano.
Sottotenente di complemento degli alpini, fu decorato con la medaglia d'oro al valor militare alla memoria per il coraggio dimostrato in combattimento durante la seconda battaglia difensiva del Don.

## Biografia
Nacque a Sondrio nel 1920, figlio di Piero e Adele Antonietta Sala, frequentava l'Università "Luigi Bocconi" di Milano quando fu chiamato a prestare servizio militare nel settembre 1940. Dopo aver frequentato la Scuola Allievi Ufficiali della specialità alpini a Bassano del Grappa, fu nominato sottotenente di complemento nel marzo 1941, assegnato al Battaglione alpini "Tirano" del 5º Reggimento della 2ª Divisione alpina "Tridentina". Trattenuto in servizio, nel luglio 1942 per il fronte russo, al comando di un plotone della 46ª compagnia. In Unione Sovietica fu protagonista di numerosi azioni di pattugliamento sul fronte di Belogory. Durante un contrattacco sferrato nel settore di Arnautowo cadde mortalmente ferito alla testa del suo reparto. Dopo la sua morte fu promosso al grado di tenente con regio decreto del 18 marzo 1943, decorato con la Medaglia d'oro al valor militare alla memoria, e il 24 febbraio 1946 gli fu conferita la laurea ad honorem in economia e commercio dall'Università commerciale "L. Bocconi". Una via di Sondrio porta il suo nome.

### Annotazioni
1. ↑  Figlio di Ferdinando Bocconi, cadde in combattimento durante la battaglia di Adua. Il padre, per onorarne la memoria, decise di fondare a Milano una Scuola Superiore di Commercio.

### Fonti
1. 1 2 3 4 5  Bianchi, Cattaneo 2011, p. 451.
2. 1 2  Bianchi, Cattaneo 2011, p. 450.
3. ↑   PEREGO Giuseppe, Medaglia d'oro al valor militare, su quirinale.it. URL consultato il 17 gennaio 2016.